# Aguinaldo Caiado de Castro
Aguinaldo Caiado de Castro (Rio de Janeiro, 2 de outubro de 1899 — Rio de Janeiro, 7 de julho de 1963) foi um militar e político brasileiro, chefe do Gabinete Militar da Presidência da República e senador pelo Distrito Federal.

## Primeiros anos
Cursou o Colégio Militar do Rio de Janeiro, ingressando no Exército Brasileiro, em 1917, na Escola Militar do Realengo. Em outubro de 1922, já havia sido promovido a primeiro-tenente. Entre 1924 e 1927 participou do combate aos movimentos tenentistas. Ao eclodir a revolta, em 5 de julho de 1924, foi preso pelos rebeldes. Ao recuperar a liberdade, ajudou a combater o movimento.
Entre junho e novembro de 1925, participou da repressão à Coluna Prestes. Participando da perseguição à coluna na Bahia, sob o comando do então capitão Góis Monteiro, foi promovido a capitão por bravura em outubro de 1926.
De 1927 a 1930, serviu na Diretoria de Aviação Militar, no Rio de Janeiro. Transferido para Caçapava, São Paulo, em 1932, aderiu à Revolução Constitucionalista deflagrada nesse Estado. Derrotado o movimento, foi reformado administrativamente, passando a cursar direito, diplomando-se na Faculdade de Direito de Niterói.

## Retomada da carreira militar
Voltou ao Exército com a anistia ocorrida em janeiro de 1934, sendo promovido a major em maio de 1936. Esteve envolvido no episódio do Plano Cohen, que seria utilizado na preparação do golpe do Estado Novo, havendo versões conflitantes sobre sua atuação.
Em setembro de 1944 integrou a Força Expedicionária Brasileira que combateu na Itália, comandando o 1º Batalhão de Infantaria Motorizado (Escola) mais conhecido como Regimento Sampaio na Batalha de Monte Castello. Com o fim da Segunda Guerra Mundial, apoiou o general Góis Monteiro no movimento que veio a depor Getúlio Vargas, em outubro de 1945.

## Ligação com Getúlio Vargas
Já como general-de-brigada, foi nomeado, em abril de 1952, chefe do Gabinete Militar da Presidência da República, onde permaneceu até a morte de Getúlio Vargas, em 24 de agosto de 1954.
Participou da apuração das responsabilidades sobre a morte do major-aviador Rubens Vaz, no atentado da Rua Toneleros. Com a confissão de Gregório Fortunato e o aumento da tensão, aconselhou Getúlio Vargas a dissolver sua guarda pessoal e se licenciar por um ou dois meses. Devido aos boatos de renúncia, escreveu a nota à imprensa na noite de 22 de agosto, informando que o presidente pretendia completar o mandato, contando com o apoio das forças armadas.
Informado da pressão de generais pela renúncia de Vargas, exigiu que o presidente mantivesse seu mandato. O suicídio do presidente lhe trouxe forte abalo emocional. Alguns veículos de imprensa chegaram a noticiar que chegara a desmaiar ao ver o corpo do presidente, mas tal fato não ocorreu. Foi, ainda assim, o porta-voz da família de Vargas na comunicação ao novo presidente, João Café Filho, do  desejo da família de que não fossem prestadas homenagens fúnebres pelo governo, agora identificado com a oposição.

## Atuação como senador
Em outubro de 1954 concorreu a uma vaga para o Senado pelo Distrito Federal, na legenda do PTB. Mesmo sem tradição política, foi eleito com grande votação, devido à grande ligação com Vargas, cumprindo integralmente seu mandato até janeiro de 1963.
Nas eleições presidenciais de 1955, foi contra a orientação de seu partido de apoiar a chapa Juscelino Kubitschek-João Goulart, preferindo apoiar a chapa derrotada, Ademar de Barros-Danton Coelho.
Votou favoravelmente ao impedimento de Café Filho, em 27 de novembro de 1955, que pretendia retornar ao cargo de presidente da República, do qual havia se licenciado. O impedimento aprovado pelo Congresso manteve Nereu Ramos no cargo, garantindo a posse de Juscelino Kubitschek.
Em dezembro de 1958, foi promovido a general-de-exército e transferido para a reserva, sendo então promovido ao posto de marechal.

## Representação na Cultura
Foi Interpretado pelo ator Leonardo Medeiros no filme Getúlio (2014).